# Siebel Si 201
Siebel Si 201 var ett tyskt spanings- och artilleriledningsflygplan som bara tillverkades i två exemplar.
Flygplanet konstruerades på uppdrag av RLM som ett observations- och artilleriledningsflygplan med STOL egenskaper. Redan 1937 när RLM gav uppdraget till Si 201s konstruktörer att skapa flygplanet fanns ett antal Fieseler Fi 156 färdiga vid Luftwaffe för utvärdering. 
Flygplanskroppen tillverkades av svetsade stålrör som kläddes med lättmetall medan vingen kläddes i plywood. Flygplanet var ett högvingat monoplan med hela den glasade kabinen framför vingen. Den åttacylindriga inverterade luftkylda V-motorn var monterad på vingens ovansida, där den drev en fyrbladig fast propeller. Propellern roterade över en smal stjärtbom som avslutades med en stabilisator och fena. För att få fram bra STOL egenskaper fanns en fast och två automatiska slats i vingens framkant, medan nästan hela bakkanten försågs med en fyrdelad vingklaff. Besättningen satt i en tandemplacering med spanaren i den främre sitsen.
Under sommaren 1938 genomfördes de första provflygningarna med prototyp nummer ett. Flygningarna visade att STOL egenskaperna och möjligheten att flyga långsamt var lika med eller bättre än Fieseler Fi 156 Storch, men att flygplanet drabbades av roderfladder vid hög fart. Flera försök att minska vibrationerna i stjärtbommen som utvecklades under vissa flygförhållanden misslyckades.
I den andra prototypen var både slatsen och klaffarna förenklade samt hela stjärtbomen förstärkt. Det största problemet med Si 201 var dess begränsade lastförmåga, och RLM beordrade Siebel att avbryta projektet efter att de två prototyperna var tillverkade. Problemet med roderfladder var länge olöst men löstes senare av en annan flygplanstillverkare.